# Imprimi potest
Imprimi potest of imprimi permittitur (Latijn voor "het kan worden gedrukt") is een verklaring van een belangrijke overste (dit wil zeggen: een geestelijke van hogere rang) van een Rooms-Katholiek religieus instituut dat geschriften over religieuze of morele kwesties die door een ondergeschikte geestelijke zijn geschreven mogen worden gedrukt.
Oversten dienen deze goedkeuring te geven alvorens censoren teksten met religieuze inhoud onderzoeken en een nihil obstat kunnen geven, een verklaring van geen bezwaar tegen het geschrift. Definitieve goedkeuring kan vervolgens worden gegeven door het imprimatur, dat wordt verleent door de bisschop van de auteur of door de bisschop verantwoordelijk voor de plaats van publicatie.